# Tayloria tasmanica
Tayloria tasmanica là một loài rêu trong họ Splachnaceae. Loài này được (Hampe) Broth. mô tả khoa học đầu tiên năm 1903.